# Planification stratégique
Pour les articles homonymes, voir Planification.
 (avril 2009).
Si vous disposez d'ouvrages ou d'articles de référence ou si vous connaissez des sites web de qualité traitant du thème abordé ici, merci de compléter l'article en donnant les références utiles à sa vérifiabilité et en les liant à la section « Notes et références ».
La planification stratégique est le processus de développement de stratégies afin d'atteindre un objectif fixé.
Pour Peter Drucker, la planification stratégique  (strategic planning) est le processus continu de réalisation des décisions entrepreneuriales (comportant une prise de risque) et en fonction de la plus grande connaissance de leur évolution future, l'organisation systématique des efforts nécessaires pour mettre en place ces décisions et mesurer le résultat de ces décisions par rapport aux prévisions grâce à un retour d'expérience organisé et systématique.
Selon l'Ordre des administrateurs agréés du Québec, "la planification stratégique d'entreprise consiste à établir un plan d'ensemble comportant des stratégies de développement des ressources humaines, financières et matérielles, en relation avec ses capacités de développement, tout en tenant compte des facteurs internes ou exogènes. La planification stratégique permet d'orienter ou de repositionner les efforts de l'entreprise vers une vision commune.
Une planification « stratégique » doit opérer à grande échelle (en opposition avec la planification « tactique », qui se rapporte à des activités plus spécifiques). La planification à long terme projette les activités en cours dans l'environnement externe, décrivant ainsi les résultats qui vont probablement se produire (que ceux-ci soient désirés ou non). La planification stratégique consiste alors à « créer » des futurs plus désirables soit en influençant le monde externe, soit en adaptant les programmes et les actions en cours afin qu'ils conduisent à des issues plus favorables dans l'environnement externe [réf. nécessaire].

## Applications
Les principaux domaines d'application de la planification stratégique sont le management, l'urbanisme et le gouvernement.

### Application à lastratégie d'entreprise
Après avoir réalisé une évaluation de l'entreprise, la planification stratégique (alors appelée management stratégique) peut fournir des directions générales aux investissements de l'entreprise.
Ces investissements vont avoir une influence sur :
- L'organisation
- La santé financière
- Le plan marketing

### Application à la stratégie dans d'autres domaines
La planification stratégique peut s'appliquer à une palette d'activités très variée, allant d'une campagne électorale à une compétition athlétique, ou encore à des jeux stratégiques tels que les échecs ou le go.

## Caractéristiques
Cet article se préoccupe de la planification stratégique d'une façon générique, de telle façon qu'elle peut s'appliquer aux différents domaines cités précédemment. Les caractéristiques d'une stratégie efficace sont les suivantes :
- Capacité d'atteindre l'objectif désiré ;
- Bonne adaptation à la fois à l'environnement externe et aux ressources et aux compétences internes : la stratégie doit apparaître réalisable et appropriée ;
- Capacité à fournir à une organisation un avantage compétitif, idéalement grâce à sa viabilité et à sa singularité ;
- Se montrer dynamique, flexible, et apte à s'adapter à des changements de situation ;
- Autosuffisance : fournir une issue favorable sans avoir recours à un apport externe.

## Le processus de planification
Il est élaboré au niveau d’un état major après une préparation par la direction financière et comptable ou le plus souvent par le service de planification et contrôle.
C’est à l’aide du plan stratégique que la direction générale fixe :
- L’objectif pour l’exercice à venir (objectifs financier et objectifs d’activité) ;
- Formule des hypothèses et prévisions sur l’environnement ;
- Formule une première approche des politiques que l’état major compte mettre en œuvre.

## Logiciels utilisés pour la planification stratégique des entreprises
Les principaux logiciels sont :
- Anaplan
- Pigment
- Excel